# Chetogena minor
Chetogena minor är en tvåvingeart som beskrevs av Townsend 1912. Chetogena minor ingår i släktet Chetogena och familjen parasitflugor.
Artens utbredningsområde är Peru. Inga underarter finns listade i Catalogue of Life.